# Massimiliano Aloisi
Massimiliano Aloisi (Firenze, 19 dicembre 1907 – Roma, 22 ottobre 1999) è stato un patologo e biologo italiano.

## Biografia
Laureatosi in medicina all'Università di Firenze nel 1932, iniziò la sua attività di ricerca nell'Istituto di anatomia diretto da Giulio Chiarugi.
In seguito divenne allievo del patologo Giulio Vernoni, seguendo il maestro quando questi si trasferì alla direzione dell'istituto di patologia generale dell'Università di Roma.
La sua formazione scientifica fu completata con il soggiorno in importanti centri universitari esteri, come l'Institut fur Zellphysiologie di Berlino-Dahlem, diretto da Otto Warburg e come il dipartimento di biochimica della Postgraduate Medical School dell'Hammersmith Hospital diretto da E.J. King.
Nel 1948 divenne professore di patologia generale all'Università di Ferrara, nel 1951 si trasferì all'Università di Modena e nel 1959 all'Università di Padova, dove rimase fino alla nomina a professore emerito.
Nel 1954 assunse la direzione del Centro di Studio per la Biologia e Fisiopatologia muscolare del Consiglio Nazionale delle Ricerche, sviluppando una ricerca di livello internazionale sulla fisiopatologia del tessuto muscolare.
Autore di numerose pubblicazioni scientifiche con contributi originali e fondamentali in embriologia, biochimica, istopatologia e di biologia, biochimica e fisiopatologia muscolare.
Nel 1954 ha vinto il Premio Feltrinelli dell'Accademia Nazionale dei Lincei.
Si è autorevolmente interessato anche a problemi di metodologia della scienza e di epistemologia.
Scienziato italiano di punta nelle discipline biomediche, fu un autentico caposcuola e molti dei suoi allievi sono stati e sono attualmente alla direzione di cattedre in prestigiose università italiane e straniere.
Antifascista, nel 1946 fu uno dei grandi accusatori nel processo contro Nicola Pende, che aveva preteso di fornire un supporto scientifico alle leggi razziali fasciste del 1938.
Di cultura marxista, si dimise dal Partito Comunista Italiano nel 1956 in segno di protesta per i fatti di Ungheria, come da lui stesso dichiarato in un articolo apparso sul numero 42  della rivista Belfagor (1987).

## Opere principali
- Su un principio di indeterminazione biologica, 1948.
- Politica naturalistica di scienziati occidentali, 1949.
- Il problema metodologico del passaggio dalla biologia e dalla patologia sperimentale alla clinica, 1962.
- La logica sperimentale di Galileo e le scienze della vita, 1984.
- Trattato di Patologia Generale (2 voll.,), USES, 1986.

## Onorificenze
Fu membro delle seguenti accademie e istituzioni scientifiche:
- Accademia Nazionale dei Lincei, dal 1956
- International Academy of Pathology
- Istituto veneto di scienze, lettere ed arti
- Academie royale de medicine de Belgique
- Academie nationale de médicine de France
- Società de Biologie de France.
- Accademia Galileiana di Scienze, Lettere ed Arti, di cui fu presidente dal 1987 al 1991